# Comitatul de Berg
Berg a fost un stat medieval – inițial comitat, ulterior ducat – din regiunea Renania din Germania. Capitala sa era la Düsseldorf. Ea a existat ca o entitate politică distinctă de la începutul secolului al XII-lea până în secolul al XIX-lea.

## Istoric

### Evoluție
Comitatul de Berg a apărut în 1101 ca linie colaterală a dinastiei Ezzonizilor, care își trăgea originile din Regatul Lotharingiei din secolul al IX-lea, iar în secolul al XI-lea a devenit dinastia cea mai puternică din regiunea Rinului inferior.
În 1160, teritoriul a fost divizat în două părți, una dintre ele devenind ulterior Comitatul de Mark, care a revenit posesiunilor familiei în secolul al XVI-lea. În 1280 și-au mutat curtea de la castelul Schloss Burg din Solingen de pe râul Wupper în orașul Düsseldorf. Cel mai puternic dintre conducătorii timpurii din BergBerg, Engelbert al II-lea a murit asasinat în 7 noiembrie 1225. Contele Adolf al VIII-lea de Berg a participat alături de tabăra învingătoare în bătălia de la Worringen desfășurată în 1288 împotriva ducatului de Geldern.
Puterea statului de Berg a continuat să crească în secolul al XIV-lea. Comitatul de Jülich s-a unit cu comitatul de Berg în 1348, iar în 1380 împăratul Venceslau i-a promovat pe conții de Berg la rangul de duci, dâdn astfel naștere ducatului de Jülich-Cleves-Berg.

### Probleme de succesiune

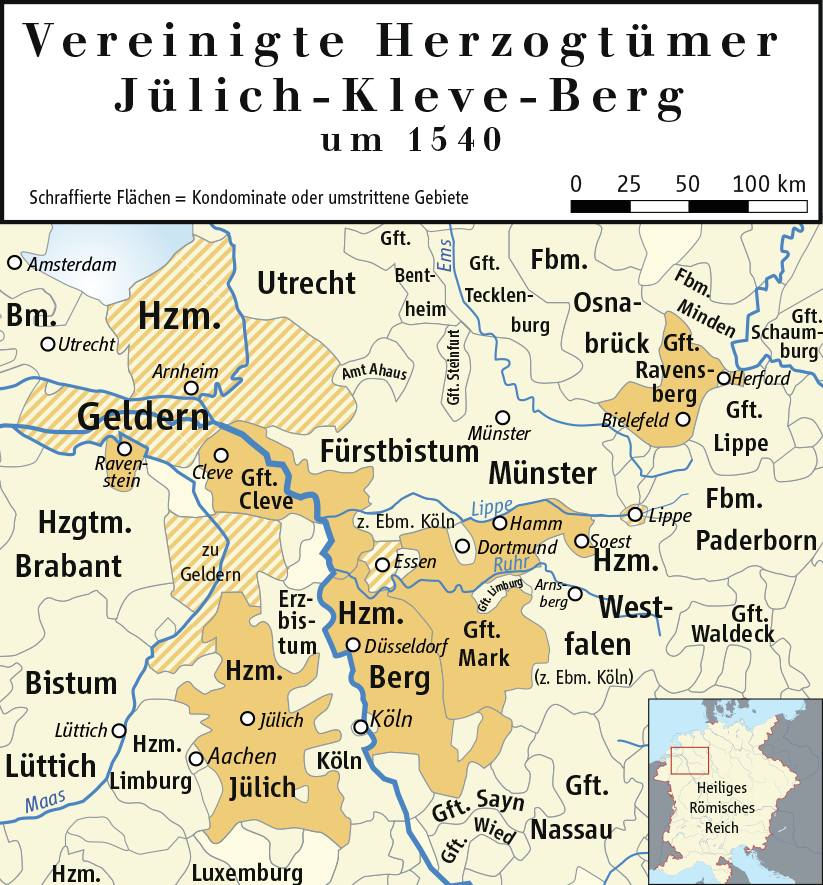
Hartă a ducatului de Jülich-Cleves-Berg din jurul anului 1540

În 1509, ducele Ioan al III-lea de Cleves a încheiat o căsătorie strategică cu Maria de Geldern, fiică a contelui Wilhelm al IV-lea de Jülich-Berg, care a devenit moștenitoare a posesiunilor tatălui ei: Jülich, Berg și Comitatul de Ravensberg, fapt care, în conformitate cu Legea Salică din Sfântul Imperiu Roman a cauzat proprietății să treacă soțului unei moștenitoare (femeile nu puteau deține proprietăți decât printr-un soț sau un tutore). Odată ce tatăl ei a murit în 1521, ducii de Jülich-Berg s-au stins, iar moșia a trecut astfel sub guvernarea lui Ioan al III-lea, ducele de Cleves. Alături de teritoriile personale ale acestuia, Comitatul de Mark și ducatul de Cleves (Kleve), s-a constituit o uniune personală. Ca rezultat al acestei uniuni, ducii de Jülich-Cleves-Berg controlau o mare parte din actualul land Renania de Nord-Westfalia, cu excepția statelor clericale ale arhiepiscopilor de Köln și episcopilor de Münster.
Cu toate acestea, și noua dinastie ducală s-a stins în 1609, atunci cînd ultimul duce a murit fiind nebun. Acest eveniment a condus la o lungă dispută asupra succesiunii asupra diferitelor teritorii înainte de divizarea din 1614: contele palatin de Neuburg, care se convertise la catolicism, a anexat Jülich și de Berg; între timp, Cleves și Mark a trecut sub stăpânirea lui Ioan Sigismund, elector de Brandenburg, care va deveni ulterior duce de Prusia. După stingerea în 1685 a dinastiei majore care conducea palatinatului elector, ramura de Neuburg a moștenit titlul de principe-elector și a transformat Düsseldorf în capitala sa, până când palatinatul elector a moștenit și electoratul de Bavaria în 1777.

### Revoluția franceză, Marele Ducat de Berg

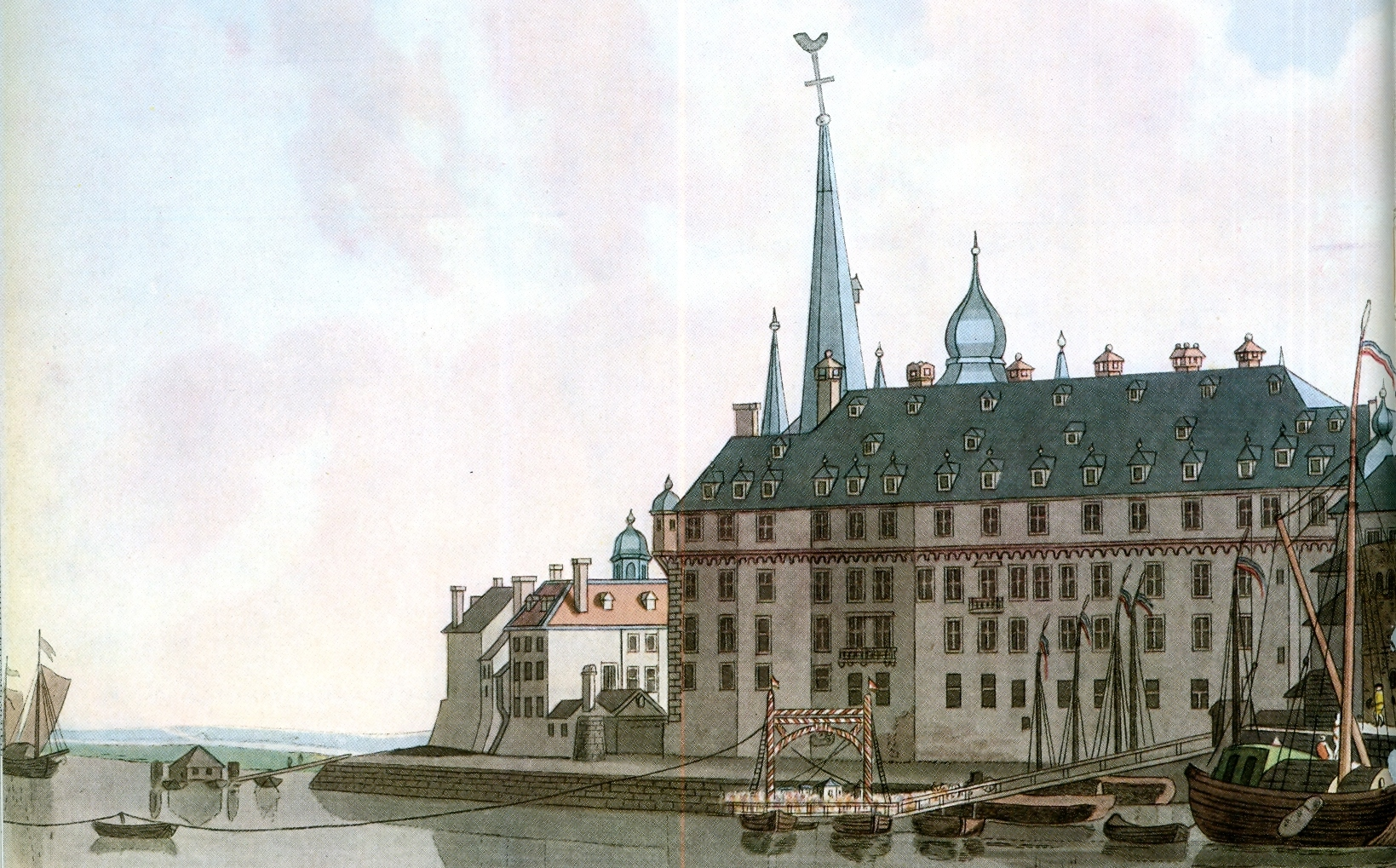
Palatul ducal din Düsseldorf, la 1798. Palatul a fost distrus într-un incendiu din 1872.

Ocupația franceză dintre 1794 și 1801 și anexarea din 1801 a Jülich (în limba franceză, Juliers) în  Războaiele Revoluției Franceze au separat cele două ducate de Jülich și de Berg, iar în 1803 Berg a fost despărțit de celelalte teritorii bavareze și a trecut sub controlul ramurii tinere a familiei Wittelsbach. În 1806, în cadrul reorganizării teritoriilor germane ocazionată de sfârșitul Sfântului Imperiu Roman, Berg a devenit mare ducat, sub conducerea cumnatului lui Napoleon I, Joachim Murat. Blazonul lui Murat combina leul roșu de Berg cu simbolurile ducatului de Cleves.
În 1809, la un an după promovarea lui Murat din poziția de mare duce de Berg la cea de rege al Neapolelui, nepotul lui Napoleon, principele Napoleon Louis Bonaparte (1804–1831, fiul mai mare al fratelui lui Napoleon, Louis Bonaparte, rege al Olandei) a devenit mare duce de Berg; birocrații francezi au administrat teritoriul în numele minorului. Scurta existență a marelui ducat s-a încheiat odată cu înfrâmngerea lui Napoleon din 1813 și cu prevederile tratatelor de pace care au urmat.

### Provincia Jülich-Cleves-Berg
În 1815, după Congresul de la Viena, Berg a devenit parte a Regatului Prusiei: provincia Jülich-Cleves-Berg. În 1822, provincia a fost atașată Marelui Ducat al Rinului Inferior.

## Conducătorii de Berg

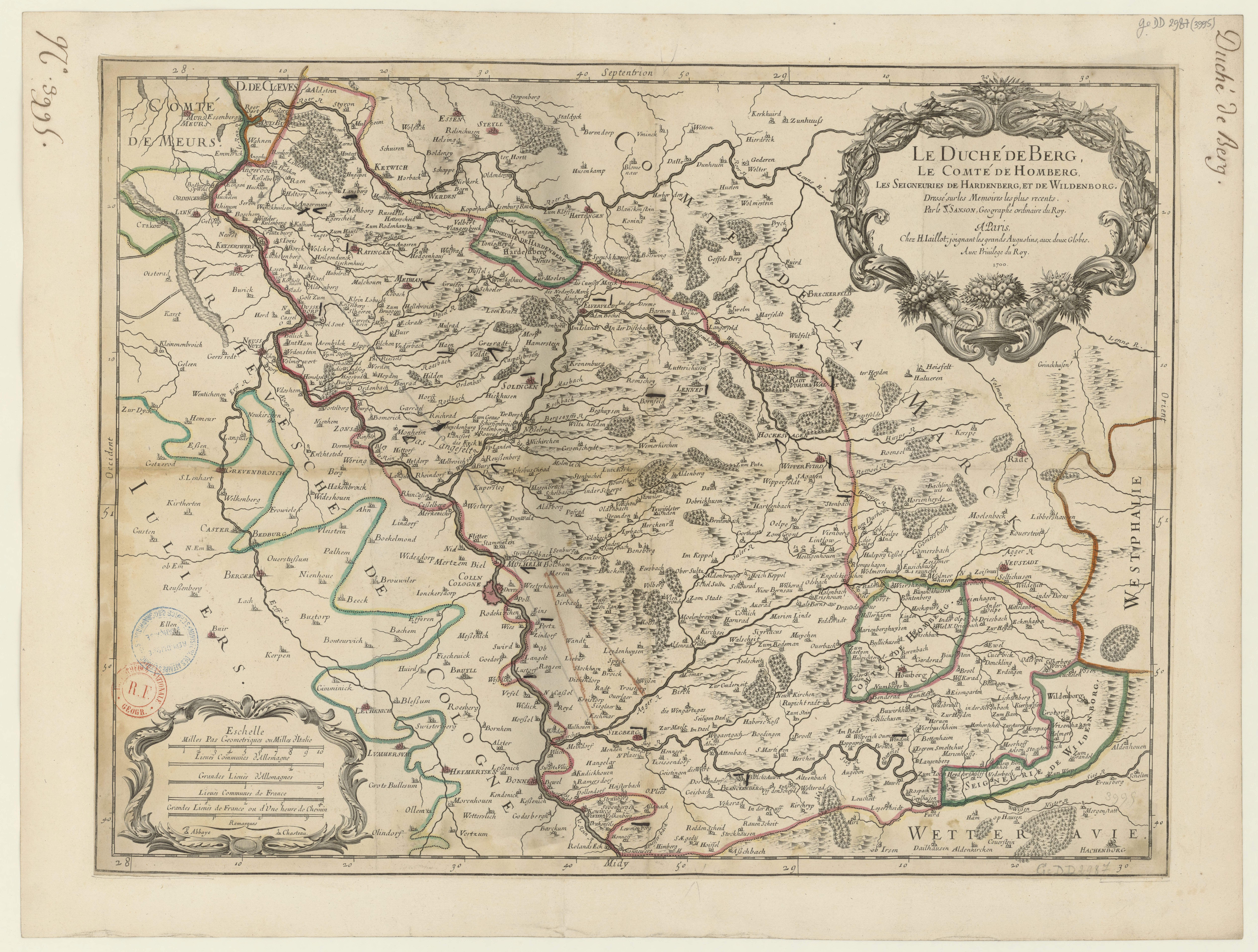
Hartă a Ducatului de Berg, realizată de cartograful francez Nicolas Sanson în 1696

Marele Ducat de Berg (1806–1813), în cadrul Confederației Rinului

Blazonul Marelui Ducat de Berg

### CasaEzzonizilor
- Hermann  "Pusillus", conte palatin de Lotharingia
- Adolf I de Lotharingia, protector de Deutz
- Adolf al II-lea de Lotharingia, protector de Deutz

### Casa de Berge, conți
- 1077–1082 Adolf I
- 1082–1093 Adolf al II-lea
- 1093–1132 Adolf al III-lea
- 1132–1160 Adolf al IV-lea
- 1160–1189 Engelbert I
- 1189–1218 Adolf al VI-lea
- 1218–1225 Engelbert al II-lea, regent de Berg și arhiepiscop de Köln
- 1218–1248 Irmgarda, moștenitoare de Berg, căsătorită în 1217 cu Henric al IV-lea, duce de Limburg

### Casa de Limburg, conți
- 1218–1247 Henric, duce de Limburg
- 1247–1259 Adolf al VII-lea
- 1259–1296 Adolf al VIII-lea
- 1296–1308 Wilhelm I
- 1308–1348 Adolf al IX-lea

### Casa de Jülich(-Heimbach), conți
– în uniune cu Ravensberg –
- 1348–1360 Gerard
- 1360–1380 Wilhelm al II-lea; devenit duce în 1380

### Casa de Jülich(-Heimbach), duci
– în uniune cu Ravensberg (cu excepția perioadei 1404–1437), iar după 1423 în uniune cu Ducatul de Jülich –
- 1380–1408 Wilhelm I
- 1408–1437 Adolf
- 1437–1475 Gerard
- 1475–1511 Wilhelm al II-lea

### Casa de La Marck, duci
– din 1521 o parte a Ducatului de Jülich-Cleves-Berg–
- 1511–1539 Ioan
- 1539–1592 Wilhelm al III-lea
- 1592–1609 Ioan Wilhelm I

### Casa de Wittelsbach, duci
– în uniune cu Jülich și Neuburg, de la 1690 și cu Palatinatul Elector, iar de la 1777 și cu Bavaria–
- 1614–1653 Wolfgang Wilhelm
- 1653–1679 Fillip Wilhelm
- 1679–1716 Ioan Wilhelm al II-lea
- 1716–1742 Carol Filip
- 1742–1799 Carol Teodor
- 1799–1806 Maximilian Iosif
  - 1803–1806 Wilhelm de Palatinat-Zweibrücken-Birkenfeld-Gelnhausen, ca administrator

### Mari duci francezi
- 1806–1808 Joachim Murat
- 1808–1809 Napoleon Bonaparte
- 1809–1813 Napoleon Louis Bonaparte (sub regența lui Napoleon I)